# Tiefenbach (powiat Cham)
Tiefenbach – miejscowość i gmina w Niemczech, w kraju związkowym Bawaria, w rejencji Górny Palatynat, w regionie Ratyzbona, w powiecie Cham, siedziba wspólnoty administracyjnej Tiefenbach. Leży na pograniczu Lasu Bawarskego i Czeskiego, około 27 km na północny zachód od Cham, przy granicy czeskiej.

## Dzielnice
W skład gminy wchodzą następujące dzielnice: Altenschneeberg, Breitenried, Bücherlmühle, Grubhof, Hammermühle, Hammerthal, Hammertiefenbach, Hannesried, Hoffeld, Hüttensäge, Irlach, Kagern, Katzelsried, Kleinsteinlohe, Krausenöd, Lenkenthal, Perlthal, Plößhöfe, Politzka, Schönau, Stein, Steinlohe, Voglmühle i Tiefenbach.

## Demografia
| Rok  | Liczba mieszk. |
| ---- | -------------- |
| 1970 | 2 366          |
| 1987 | 2 228          |
| 2000 | 2 252          |

## Oświata
(na 1999)

W gminie znajduje się 75 miejsc przedszkolnych (77 dzieci) oraz szkoła podstawowa (16 nauczycieli, 254 uczniów).